# António Sérgio
António Sérgio de Sousa Júnior (Damão, 3 de setembro de 1883 – São Domingos de Benfica, Lisboa, 24 de janeiro de 1969) foi um pedagogo, jornalista, sociólogo, historiador e político português. Democrata opositor do regime fascista e autoritário esteve exilado entre 1926 e 1933 e preso em 1935, 1948 e 1958. Foi Ministro da Educação no governo de Álvaro Xavier de Castro entre 1923 e 1924. Encarava a Educação como a principal via para a Liberdade, o Pensamento Crítico e a aquisição de Valores. As suas correntes pedagógicas foram maioritariamente direcionadas para a mudança de mentalidades e no combate ao sistema educativo da Ditadura Nacional e do Estado Novo. Existem duas escolas com o seu nome: a Escola Básica António Sérgio em Sintra e a Escola Secundária António Sérgio em Vila Nova de Gaia.

## Biografia

### Formação e juventude
António Sérgio nasceu em Damão, no Estado Português da Índia, filho do vice-almirante António Sérgio de Sousa (Santos-o-Velho, Lisboa, 22 de outubro de 1842 – Alcântara, Lisboa, 18 de agosto de 1906) e de Ana Maria Henriques de Brito Sérgio de Sousa (Pondá, Goa, 23 de julho de 1855 – São Mamede, Lisboa, 23 de janeiro de 1948). Viveu parte da infância em África, onde o pai exerceu o cargo de governador do Protetorado do Congo Português. Radicado em Lisboa em 1893, seguindo uma linhagem de familiares militares, estudou no Colégio Militar e depois na Escola Politécnica e na Escola Naval. Cedo sentiu grande interesse pela poesia e pela filosofia, devendo-se o seu precoce pendor racionalista à leitura da Ética de Espinosa, ao estudo da geometria analítica e ao interesse pela obra de Antero de Quental.
Iniciando uma carreira de oficial da Marinha, fez várias viagens que o levaram a Cabo Verde e a Macau. Abandonou a Marinha com a implantação da República em 1910, por ter jurado fidelidade ao rei deposto.

### Academia e cosmopolitismo
A 14 de junho de 1910, casou na Capela do Palácio da Nunciatura, na freguesia de São Mamede, em Lisboa, com Luísa Estefânia Gerschey da Silva (São José, Lisboa, 4 de setembro de 1879 – Lapa, Lisboa, 29 de fevereiro de 1960), filha de Manuel José da Silva e de Maria Estefânia Gerschey da Silva, ambos também naturais de Lisboa (ele da freguesia dos Mártires e ela da freguesia de Alcântara), que assinou escritos pedagógicos como Luísa Sérgio e com quem António teve uma grande camaradagem intelectual. Celebrou o casamento o então núncio apostólico em Portugal, D. Giulio Tonti. As suas duas primeiras obras publicadas foram um volume de Rimas e uma obra filosófica sobre Antero de Quental onde reagiu contra o naturalismo positivista.
Em 1912 concorreu para lente assistente da secção de Filosofia da Faculdade de Letras da Universidade de Lisboa, num concurso a que também se apresentaram Leonardo Coimbra e Matos Romão, que haveria de ser nomeado.
Após estudos de pós-graduação no Instituto Jean-Jacques Rousseau (1914-16), grande centro mundial do movimento da Escola Nova, onde estudou com a sua mulher, e onde privou com Édouard Claparède e com Adolphe Ferrière, participou no mais consequente projeto de reforma do Ensino Português elaborado durante a Primeira República (Projecto Camoesas).
A sua vida aventurosa fê-lo viver em diversos lugares (Lisboa, Rio de Janeiro, Londres, Genebra, Paris, Santiago de Compostela, Madrid) o que favoreceu o seu assumido cosmopolitismo.

### Intervenção durante a República
Durante o consulado sidonista (1918-19), lança a revista Pela Grei  (1918-1919), para a qual convoca diversos especialistas para apresentar um programa de Fomento Nacional (tendo a parte económica sido bastante trabalhada por Ezequiel de Campos); nos anos de 1920 integra a direção da Seara Nova (junto com Raul Proença e Jaime Cortesão).
É nesse quadro que vem a integrar o governo de Álvaro de Castro (1923), assumindo a pasta da Educação, com o principal propósito de criar uma Junta de Ampliação de Estudos, organismo autónomo que enviaria sistematicamente bolseiros ao estrangeiro para estudar, e que financiaria institutos de investigação e escolas modernas (o projeto foi executado, sem a componente pedagógica e sem o espírito democrático que inspirava Sérgio, em 1929, com a criação da Junta de Educação Nacional, antepassado do Instituto de Alta Cultura, do INIC e da FCT).
Com o fim da Primeira República, vê-se obrigado ao exílio, residindo em Paris de 1926 até 1933.

### De volta a Portugal e ativismo durante o Estado Novo
De volta ao solo pátrio, tornou-se um dos principais nomes do movimento cooperativista e do socialismo democrático; entre os seus companheiros de luta contaram-se Alves Correia, Mário Azevedo Gomes, José Régio, Bento de Jesus Caraça (com quem travou uma polémica sobre a interpretação de Platão, cerca de 1945, onde a tensão entre marxismo e proudhonismo e idealismo racionalista está implícita), Manuel Antunes e muitos outros vultos da cultura portuguesa.  
A importância das suas ligações políticas nota-se perfeitamente nessa época. Sérgio fez parte do Movimento de Unidade Democrática, juntamente com nomes como Alves Redol, o General Norton de Matos, Ruy Luís Gomes e Bento de Jesus Caraça (oposicionistas e excecionais matemáticos), Irene Lisboa, Fernando Lopes Graça, Ferreira de Castro, Abel Salazar, Miguel Torga, Maria Lamas, Pulido Valente, Vitorino Magalhães Godinho, Mário Dionísio e Francisco Salgado Zenha (à data ainda estudante) e muitos outros. Veja-se http://ruyluisgomes.blogspot.pt/, reprodução do jornal República, de 11 de novembro de 1945, artigo «Movimento de Unidade Democrática». 
Apoiou a candidatura de Humberto Delgado e desenvolveu ampla campanha em prol da cultura.

### Desalento, prisão e morte
A partir de 1959, abandonou a intervenção cívica activa e a pena de escritor. O desalento que o acometeu depois da derrota de Delgado e a prisão a que foi torpemente submetido, em Novembro de 1958, aos 75 anos, terão sido o principal motivo. 
A morte da mulher, em Fevereiro de 1960, veio ainda agravar mais o seu estado depressivo. Passou a viver amparado pela sobrinha materna e sua família. 
Veio a falecer de insuficiência renal crónica no Hospital da Cruz Vermelha, na freguesia de S. Domingos de Benfica, em Lisboa, pelas 19h de 24 de Janeiro de 1969. Foi sepultado no Cemitério dos Prazeres.

### Condecorações e distinções
O seu nome perdura na toponímia portuguesa, em nomes de arruamentos. Em Campo Maior (Portugal) existe inclusivamente um busto de António Sérgio na Avenida que também tem o seu nome.
Foi agraciado, a título póstumo, com os graus de Grande-Oficial da Ordem da Liberdade (30 de junho de 1980) e de Grande-Oficial da Ordem Militar de Sant'Iago da Espada (3 de agosto de 1983).

## Pensamento filosófico e político
António Sérgio, muito influenciado pelo socialismo de Proudhon por via de Antero, não considerava a questão república/monarquia importante por julgar a questão social (melhoria das condições de vida das classes trabalhadoras) mais fundamental que a revolução política.
A sua ação e pensamento, inicialmente inspirados por figuras como Alexandre Herculano, Oliveira Martins e Antero de Quental, foi marcadamente voltada para a reforma das mentalidades, para a compreensão histórico-sociológica de Portugal e para a problemática da educação; defendeu o modelo da escola-município, baseado no ideal de self-government e de educação cívica.
O seu pensamento inscreve-se numa constelação de pensadores cosmopolitas de pendor voluntarista seus contemporâneos, defensores da democracia e de ideais socialistas, entre os quais se contam John Dewey, Guglielmo Ferrero, Ramsay MacDonald e Georg Kerschensteiner.
A sua interpretação da história de Portugal, que foi amadurecendo em textos publicados entre 1913 e 1924, valorizou os fatores sócio-económicos (as duas políticas nacionais: transporte e fixação) e de psicologia social (dicotomia ideal-típica entre particularismo e comunarismo, originária da corrente sociológica francesa do grupo de La Science Sociale, onde se destacaram Edmond Desmolins, autor de À quoi tient la supériorité des anglo-saxons, e Léon Poinsard, que veio estudar Portugal a convite de D. Manuel II, de que resultou a obra Le Portugal Inconnu, publicada em 1909); António Sérgio criticou as histórias românticas que enalteciam os feitos guerreiros e a aventura norte-africana de D. Sebastião, esquecendo a pesada herança do nosso colonialismo.
Durante a década de 1910, a sua intervenção foi enquadrada pelo movimento cultural da Renascença Portuguesa (onde pontificavam Teixeira de Pascoaes e Jaime Cortesão), movimento que Sérgio sempre considerou de natureza plural, por isso se opondo à ideia de que o saudosismo de Pascoaes, cujo valor restringia ao plano estético, poderia servir de farol para a solução do problema nacional; pelo contrário denunciou a mania da purificação e o parasitismo que nos inquinava desde os Descobrimentos, enaltecendo o papel dos estrangeirados reformistas e dos que se inspiravam de corrente liberais cosmopolitas (Luís António Verney, Ribeiro Sanches e depois Alexandre Herculano, Almeida Garrett, Mouzinho de Albuquerque, Antero de Quental, Oliveira Martins).
No plano político, Sérgio considerou prioritária a constituição de uma opinião pública e de uma elite, recrutada sobre a base social mais ampla, a qual fiscalizaria os representantes eleitos - esta seria uma condição fundamental para uma democracia efetiva, a qual, na aceção filosófica, equivaleria ao regime em que todo o ser humano estivesse investido da dignidade que resulta de o considerar sempre como fim em si e nunca como meio (Kant); por isso teorizou sobre a noção de elite, para o que se inspirou em Proudhon, Gabriel Tarde e Paul de Roussiers.
Durante a residência em Paris de 1926 até 1933, tornou-se amigo de Paul Langevin, frequentando os cenáculos racionalistas onde Léon Brunschvicg era figura maior. Continuou entretanto a publicar os seus Ensaios, onde os temas literários, históricos e filosóficos eram dominantes, sempre apresentados numa perspetiva pedagógica e crítica (que se manteve fiel às intuições maiores dos seus anos de formação) e a lutar pelo retorno de Portugal à democracia.
Nos anos de 1950 rodeou-se de um grupo de jovens estudantes de ciências (entre os quais se contou João Luís Andrade e Silva, discípulo de Louis de Broglie, que a voltar de Paris iniciou de modo consequente o ensino superior da História das ideias científicas), para os quais escreveu as Cartas de Problemática.
Para os seus detratores (bergsonistas, nacionalistas de feição romântica ou integralista, marxistas-leninistas), o seu pensamento foi essencialmente polémico e datado; não obstante, o seu pensamento continuou a despertar vocações em gente das ciências sociais e exatas, que não se reclamando seus discípulos sentem ser decisiva a sua inspiração.
"O desenvolvimento do capitalismo português, na sua unidade fundamental e na diversidade das suas orientações, não determinou entre nós um alto desenvolvimento das forças produtivas. O sistema escolar português não ultrapassou, por isso mesmo, os limites dos estreitos interesses económicos e culturais da burguesia. Nunca se alcançou a democratização real da Educação e da Instrução."

## Sobre a cultura
É importante uma referência ao seu conceito de cultura. "Homem culto (…) significará um indivíduo de juízo crítico, afinado, objectivo, universalista, liberto das limitações de nacionalidade e de classe (…)." (…) e somos filósofos na proporção exata em que nos libertamos dos limites que nos inculcam a raça, a nacionalidade, o sítio, o instante, o culto, o temperamento, a classe, o sexo, a moda, a profissão".
Neste campo, a sua atividade foi imensa: fundou a revista Pela Grei(1918-1919); colaborou na revista Águia, com homens como Teixeira de Pascoaes ou Fernando Pessoa; escreveu também na revista Seara Nova, a partir de 1923, onde se encontraram personagens como Aquilino Ribeiro, Raul Brandão ou Azeredo Perdigão (mais tarde dirigente da Fundação Calouste Gulbenkian); colaborou nas revistas Homens Livres  (1923) e Lusitânia  (1924-1927) e no semanário Mundo Literário  (1946-1948); foi diretor da "Grande Enciclopédia Portuguesa e Brasileira"; escreveu uma imensa obra teórica em grande parte reunida nos Ensaios; lançou em Portugal a ideia do Cooperativismo, que se viria a revelar a sua obra mais duradoura, nomeadamente ao nível das cooperativas de habitação; fundou a Junta Propulsora dos Estudos; difundiu o método Montessori; criou o ensino para deficientes e o cinema educativo, tendo ainda tempo para fundar o Instituto Português do Cancro.
Foi amigo pessoal de Adolphe Ferrière, Édouard Claparède e Paul Langevin - orientador do doutoramento de Louis de Broglie (Prémio Nobel da Física em 1929); foi professor, nomeadamente da Universidade de Santiago de Compostela (em 1933), tendo, por tudo isto, influenciado personagens como o seu amigo Barahona Fernandes - um dos mais distintos psiquiatras portugueses -, o arquiteto Raul Lino, o pedagogo Rui Grácio ou Mário Soares. Pode-se considerá-lo como um "Educador de Gerações". Pretendia combater o ensino meramente baseado na memória e treinar as crianças no exercício da democracia, vendo a escola como «modelo» para a sociedade. Entendia o ensino como fator de ressurgimento nacional e criador de uma elite humanista, sendo a cultura vista como produto da Democracia por oposição ao autoritarismo.

## A ação política
António Sérgio deve ser visto como político.
Henrique de Barros e Fernando Ferreira da Costa, foram amigos de Sérgio, e, como ele, opositores do regime de Salazar. Para ambos, Sérgio queria algo original: um socialismo associativista, libertador ou mesmo libertário, a criar de dentro para fora, pacificamente, pela extensão gradual mas ilimitada do princípio cooperativo. Homem cultíssimo e de grande curiosidade mental, leitor permanente e crítico, conhecia bem as obras de Marx e não ignorava a vida e as ações deste, mas "nunca foi marxista nem revelou tendência para o ser, como é geralmente sabido e já aqui começámos, logo por fazer notar."
Acrescentam ainda:
"tendo chegado nos seus últimos anos de vida, recolhido em casa, à estranha conclusão de que a sua obra falhara, ressalvava contudo o seu combate pelo Cooperativismo como a única coisa que daquela se aproveitava e assim legaria ao seu país. Isto mesmo declarou ele a diversos amigos, que o visitavam na sua acolhedora casa da Travessa do Moinho de Vento, à Lapa, entre eles a nós próprios, ao afirmar a convicção em que estava, naquela passagem da década dos 50 para a dos 60, de que a sua obra resultara estéril, essa obra sem par entre nós de filósofo, ensaísta, doutrinador político, agitador social fecundo, fomentador de novas ideias, professor vocacionado, crítico literário arguto e inconformista, Historiador original sempre com os olhos postos no futuro, prosador admirável e dúctil, Poeta talentoso, Dramaturgo interessante, jornalista que aliava a acessibilidade do texto à elevação dos conceitos."
A luta política de Sérgio contra o regime não parou e só esmorecia quando as circunstâncias eram por de mais impeditivas da expressão do pensamento. Tendo acabado por se convencer, após o seu regresso ao país em 1933 e até ao insucesso da candidatura Norton de Matos, de que o sistema nunca se liberalizaria a ponto de procurar quem o continuasse ou lhe sucedesse recorrendo a eleições honestas, o pensador voltou a ser conspirador activo e passou de novo a privilegiar uma solução de índole militar.
" Esteve intensamente envolvido na preparação e na execução da candidatura presidencial de Humberto Delgado, mas já então mais convencido de que esta redundaria num golpe militar em vez de umas tranquilas eleições democráticas. (…)"
Para Henrique de Barros e Fernando Ferreira da Costa,
"Quem um dia conseguir fazer a história meticulosa da resistência militar ao antigo regime, após a grande guerra, com as suas muitas conjuras e raras sublevações, comprovadora de que as Forças Armadas, embora continuassem a ser o suporte principal do status quo, nunca estiveram coesas na defesa deste, como não haviam estado antes da guerra mundial, há-de certamente deparar a cada passo com a figura «intrometida» de António Sérgio. (…) Foi Sérgio quem, após com ele se ter relacionado com finalidades conspiratórias, lançou o nome de Humberto Delgado, recém mas veementemente convertido à Democracia, para candidato oposicionista apto a vencer as eleições presidenciais de 1958. Com o seu temperamento dadivoso e combativo, foi também ele, Sérgio, um dos que mais intensamente se empenharam na luta pela aceitação desta candidatura por todas as forças oposicionistas, como veio a acontecer após a desistência de Arlindo Vicente, e um dos que mais se envolveram na ingrata campanha que o «general sem medo» conduziu e que acabou por o levar, poucos anos depois, à horrorosa tragédia que os portugueses jamais deverão esquecer."
Em 1993, José Freire Antunes, na obra Salazar Caetano cartas secretas 1932-1968 voltou a afirmar o papel de António Sérgio nas dificuldades do salazarismo, dizendo que o Presidente da República de então, Craveiro Lopes, exigiu a Salazar a demissão de Santos Costa, grande apoiante do chefe do governo - tendo Salazar cedido, depois de se sentir ameaçado por Craveiro Lopes, que o poderia ter demitido. "A campanha eleitoral de Delgado «à americana» mobilizou multidões, convulsionando literalmente um país a que Salazar incutira a habitualidade bloqueadora das emoções." Era completamente diferente a acção do Partido Comunista da dos social-democratas, como Sérgio. António Sérgio viria a declarar que as eleições tinham sido uma "farsa indecorosa". Humberto Delgado disse em público, em relação a Salazar, caso eleito Presidente da República: "obviamente demito-o". Mas em 1965, Humberto Delgado foi assassinado e Portugal mergulhou cada vez mais nas guerras de África - desde 1961 - em Angola, Moçambique e Guiné-Bissau. Em 1968 Salazar foi substituído por Marcelo Caetano e em 1974 as Forças Armadas, finalmente, derrubaram o regime que elas mesmas tinham começado, em 1926.
Vemos hoje o que foi a vida de Sérgio pela seguinte síntese:
"Sérgio foi preso em 1910, 1933, 1935, 1948 e 1958. E a propósito das últimas quatro vezes pensou (e depois escreveu) que foi na prisão que encontrou a verdadeira «união nacional» - de oposição à ditadura militar, primeiramente, e, depois, a Salazar, ao Estado Novo, ao fascismo."
O essencial da atividade política de Sérgio é sempre enquadrável com o seu aspeto teórico - a ligação à Democracia, à Liberdade, como via para a Educação e Cultura.